# 4minute
4Minute (кор. 포 미닛; «Фомініт») — південнокорейський жіночий гурт, створений лейблом CUBE Entertainment у 2009 році. Гурт складався з п'яти учасниць: Джихьон, Гаюн, Джіюн, Хьона та Сонхьон. Дебют гурту відбувся у 2009 році на шоу M Countdown з синглом «Hot Issue». У червні 2016 року після багатьох невдалих спроб продовжити контракти, було об'явлено про розформування гурту.

## Кар'єра

### 2009: Дебют в Кореї, перший сингл, перший мініальбом
Cube Entertainment оголосили про створення нової групи 4Minute в травні 2009 року. Було оголошено, що до групи увійшли Нам Джіхьон і Кім Хена. Хена була раніше відома корейської публіці, так як в 2007 році вона дебютувала як учасниця Wonder Girls. Незважаючи на те, що Джіхьон оголосили лідером, центральна роль у співі і танцях залишалася у Хьони.

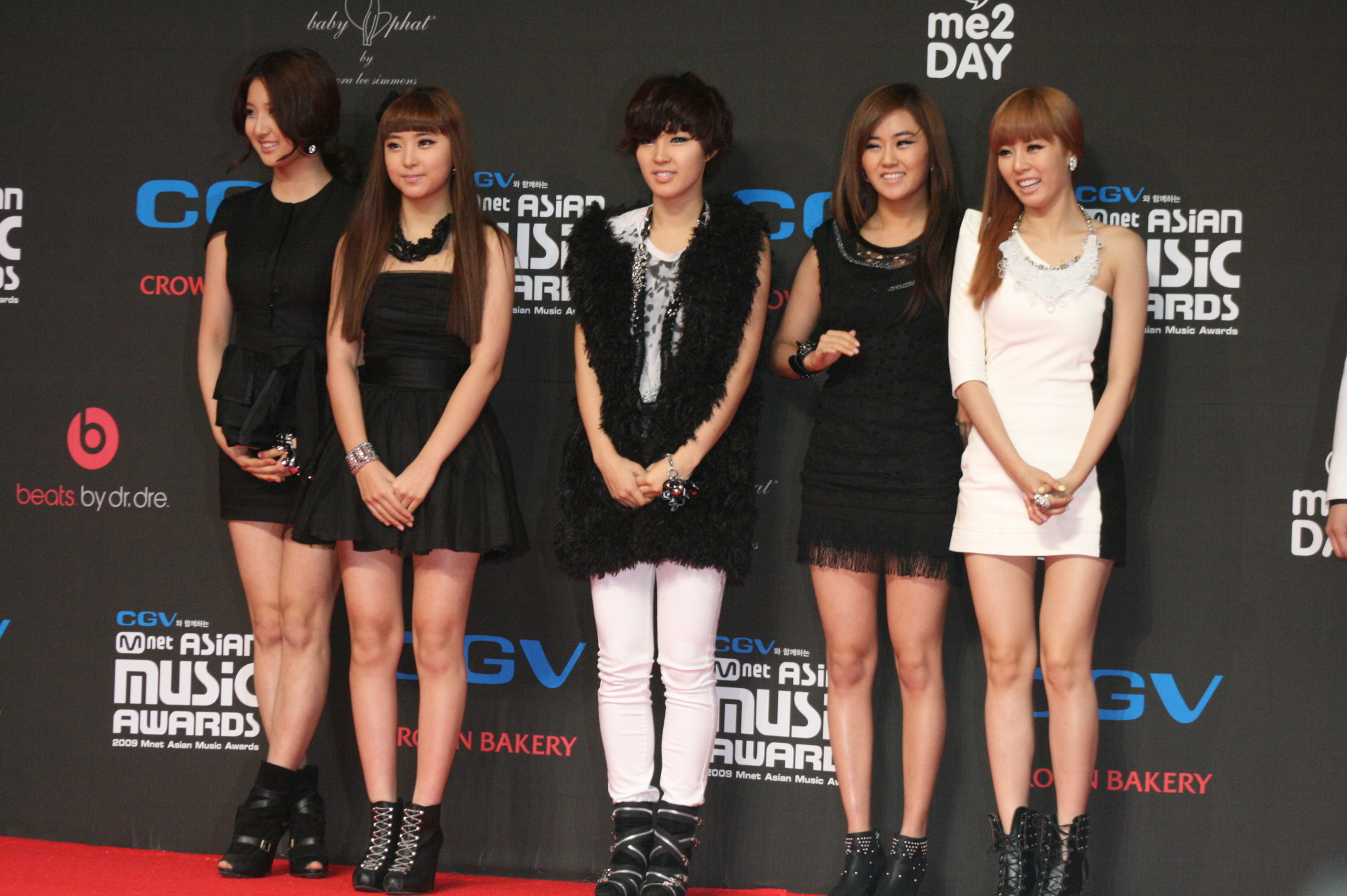
4Minute на премії Mnet Asian Music Awards у 2009 році

11 червня 2009 на офіційному сайті було викладено тизер-фото. Але, незважаючи на це, імена інших 3-х учасниць залишалися в секреті. Але наступного дня (12 червня) імена учасниць стали відомі, ними стали — Хо Гаюн, Чон Джіюн і Квон Сохьон. Був випущений додатковий тизер і профайли учасниць.
15 червня 2009 вийшла дебютний сингл «Hot Issue». Через кілька годин після виходу, сингл піднявся в рейтингах різних музичних чартів таких як: Cyworld, Bugs, Soribada і MNet.
18 червня вийшли кліп «Hot Issue», в цей же день 4Minute дебютували на музичному шоу M! Countdown. 21 червня 2009 р, після першого тижня акції на підтримку «Hot Issue», фанати вкрали прикраси та інші речі з фургона групи. Cube Entertainment сказали, що засмучені цією подією.
Дебют 4Minute не залишився непоміченим, вони отримали звання «Новачок місяця».
20 серпня 4Minute випустили мініальбом For Muzik з заголовним треком «Muzik». 27 вересня 4Minute завоювали першу нагороду Inkigayo і 1 жовтня нагороду M! Countdown. Пізніше 4Minute випустили музичне відео на новий сингл «What A Girl Wants». У грудні 4Minute записали новорічний сингл разом з Mario — «Jingle Jingle». Пізніше, 4Minute записали ремікс з американською співачкою Амері на її трек «Heard' Em All», який увійшов до її 4-ого азійського альбому.

### 2010: дебют Хьони як соло співачки, дебют в Японії і камбек в Кореї
У січні 2010 року у 4minute розпочався перший Asia Tour. Вони виступили в таких країнах, як: Тайвань, Філіппіни, Таїланд, Гонконг і Японія. Так само було оголошено, що в травні 2010 року відбудеться японський дебют групи за підтримки Universal Music Japan і вийде японська версія хіта «Muzik». 8 травня 2010 відбувся їх перший сольний концерт в Японії. CUBE оголосили, що квитки на концерт були розпродані за дуже короткий період. Дівчатка виступили перед чотирьохтисячному аудиторією. Було також сказано про те, що дівчатка продовжать свій Азійський тур і виступлять ще в Сінгапурі, Малайзії та Індонезії. У січні 2010 почався Азійський Тур і було оголошено, що відбудеться сольний дебют Хьони з синглом Change за участю ЧунХьона з BEAST.
4minute випустили другий мініальбом Hit Your Heart 19 травня 2010. Заголовною піснею альбому стала пісня «HUH (Hit Ur Heart)». У цій пісні 4minute як би сміються над тими, хто сміється над ними. Вступної піснею альбому став трек «Who's Next?», в записі брали участь учасники групи BEAST, які так само знялися і в кліпі. Повернення не залишилося непоміченим, 4Minute знову підірвали всі онлайн чарти Кореї і взяли нагороди на музичних шоу. Коли промоушен пісні «HuH» закінчився, 4Minute стали просувати свою наступну пісню "I My Me Min"e. Так само «I My Me Mine» став їх другим японським синглом, який був випущений в 3-х різних варіантах.
19 липня 2010 виходить сингл «Superstar» на підтримку дуже популярного шоу Superstar K2.
Пізніше, 13 серпня, 4Minute і BEAST виступають на відкритті Singapore Youth Olympic Games 2010 (Юнацькі Олімпійські ігри 2010 в Сінгапурі), таким чином вони стали першими корейськими виконавцями відкривають ці ігри.
У жовтні виходить музичне відео на японський сингл «FIRST». 27 жовтня Far Eastern Tribe Records випускає подвійний сингл групи «First / Dreams Come True». 4Minute провели свій другий японський концерт під назвою «4Minute Energy Live Volume 2: Diamond» 4 грудня в Токіо і 5 грудня в Осака. Це стало початком просування першого повноцінного альбому групи Diamond. Альбом вийшов 15 грудня і потрапив відразу на 18-ту сходинку національного японського чарту Oricon.

### 2011: камбек в Кореї, повноцінний альбом, соло камбек Хьони. Нова підгрупа Cube Ent.
13 січня 2011 4Minute разом з Beast і G.NA брали участь у DiGi Live K-Pop Party 2011 у Малайзії на стадіоні Negara. Група була удостоєна премії 20th Seoul Music Awards 20 січня 2011. 6 лютого група була нагороджена «KPop New Artist Award» на 2010 Billboard Japan Music Awards. 19 січня 2011, дівчата сказали що випустять 4-й японський сингл «WHY» 9 березня, і ця пісня була Opening для дорами «Akutou ~ Juuhanzai Sousahan». Тизер кліпу був випущений 21 січня 2011, а повністю кліп вийшов 7 лютого. 23 лютого. Дівчата стали моделями для відомого весільного Yumi Katsura на її показі «2011 Paris Grand Collection Tokyo fashion Show», який відбувся в Токіо Ryogoku Kokugikan. Наприкінці шоу вони виконали свої пісні — «Muzik (японська версія)» і «WHY». Пізніше вони виступили на 50-річчя Anniversary Music Wave Concert в Таїланді 12 березня 2011 року. 12 січня 2011 CUBE Ent. спочатку сказали що 4Minute повертаються з повним альбомом в березні. Було показано кілька тізерів «STEAL 20». Пізніше з'ясувалося що дівчата випустять мініальбом Heart to Heart включають 5 пісень. Тизер до кліпу був випущений 28 березня, а повністю кліп 29 березня 2011. 4minute повернулися на сцену 7 квітня на M! Countdown. 5 квітня дівчата випустили повноформатний альбом 4MINUTES LEFT. Вони також випустили кліп під назвою «Mirror Mirror». Альбом містить з усіх треків з мініальбому Heart to Heart, плюс 2 пісні з японського альбому корейською мовою і пісня «Mirror Mirror». 4Minute знову зіткнулися з несхваленням муз.шоу, їх танець був визнаний провокаційним і їм відмовили в участі в шоу да тих пір поки вони її не змінять, але через тиждень 4Minute виступили на M! Countdown вже зі змінами хореографією. Трек «Heart To Heart» залишився непоміченим, але «Mirror Mirror» знову повернув 4Minute популярність серед корейської публіки.
25 травня 2011 вийшов сингл японської співачки Тельми Аояма «Without U», у записі якого брали участь 4Minute. 9 червня Тельма Аояма разом з Гаюн і Джіюн виконали англійську версію Without U на M! Countdown.
5 липня відбувся реліз дебютного альбому Bubble Pop!. У кліпі знявся І Джуна з MBLAQ і кліп отримав більше 10 мільйонів переглядів за досить короткий період. Але корейська публіка скептично поставилася до відео, але, незважаючи на це, пісня знову була лідером у багатьох чартах. Промоушен тривав недовго, так як костюм і танець Хьони були занадто сексуальним. Cube хотіли замінити деякі елементи в танці, але вони заявили, що час міняти танець залишилося мало + танець був головним елементом у виступі Хьони. З цієї причини промоушен Bubble Pop був зупинений, але Хьона почала промоушен іншої пісні зі свого мініальбому Just Follow разом з Zico з Block B. 7 вересня 2011 вийшов п'ятий японський сингл групи «Heart to Heart» і перший DVD «Emerald of 4minute». 15 серпня Universal Music Japan випустили кліп на «Heart to Heart». У грудні вийшов шостий японський сингл групи «Ready Go», який став OST до японської дорами «Welcome to the El-Palacio».
Cube Ent оголосили про створення нового дуету Trouble Maker. У дуеті входили Хена і Хьонсин з BEAST. Вперше вони з'явилися на Mnet Asian Music Awards 2011 у Сінгапурі. Можна сказати, що всі розмови йшли тільки про новий дуеті. Їх виступ піддало всіх в шок. Було ясно, що нас чекає сексуальний концепт. 1 грудня відбувся реліз музичного відео та альбому. Trouble Maker моментально злетів на перші місця всіх чартів, тим самим вони принесли k-pop щось нове. Під час промоушена через безліч невдоволень з приводу занадто сексуальної хореографії, Cube вирішив поміняти її. Заявивши, що не очікували такої уваги з боку публіки, тому що цей дует був створений для фанатів. На початку січня дует закінчив свій промоушен. Cube сказали, що Хене потрібно готується до камбек з 4Minute, а Хьонсину готується до світового турне своєї групи. Trouble Maker протягом довгого часу був на вершині чартів, вони взяли 3 нагороди на муз. шоу.

### 2012: Повернення 4Minute. Hyuna x SPICYCOLOR. Новий японський сингл. Соло камбек Хьони
Наприкінці березня Cube випускає тизер фото. Це було фото милою концепції і фанати почали думати, що новий альбом буде схожий на Heart To Heart. Але через кілька днів Cube випустив зовсім іншу тизер-фотографію вампірської концепції, стає відомий трек лист нового альбому. 4NIA розуміють, що перший тизер Cube випустили, щоб заплутати все чутки, які ходили про камбек 4Minute. 9 квітня виходить альбом і музичне відео Volume Up. 4Minute завойовують верхні рядки чартів.
У березні цього року Хена відкриває свій бренд «Хена і Spicycolor (Живий колір)», Хьону надихнула концепція одягу з 50-60 років на створення її колекції і тому її одяг був у стилі «ретро, шик і сексуальність». Хена сама брала участь у цьому, починаючи з розробки одягу, проектування, і навіть взяла на себе керівництво фотосесією. Свою колекцію одягу вона прокоментувала так: «Незважаючи на те, що я артист, я покажу багато понять про сексуальність, для цього бренду, який буде випущений в кінці березня, Я працюю дуже наполегливо, хочу показати не тільки сексуальність, але і моду і стиль. Цієї весни можна змішати будь-який елемент з мереживом, і отримати модний вигляд».
У липні 2012 року, Хена взяла участь у кліпі PSY «Gangnam style», а в серпні вийшла жіноча версія «Oppa Is Just My Style» в якому Хена співала.
На початку липня 4Minute оголошено про випуск нового японського синглу — Love Tension. «Love Tension» — перший японський сингл 4minute за останні 8 місяців, що характеризується як поп-реліз з яскравою мелодією. Так як він є парним треком, в сингл увійде і японська версія «Volume Up», випущена раніше цього року в Кореї. Реліз синглу відбувся 22 серпня, а музичне відео вийшло опівночі 5 серпня.
22 жовтня Хена випускає свій соло-альбом Melting. Вперше Хена спробувала себе як автора пісень саме в цьому альбомі. Кліп на заголовну пісню «Ice Cream» набрав за три дні 10 мільйонів переглядів. Всього за тиждень було продано 450,000 цифрових копій пісні «Ice Cream». Кліп «Ice Cream» увійшов до Топ-9 найкращих кліпів тижні на думку відомого американського сайту The Huffington Post. Британська газета The Guardian висловилися про Хену: «Якщо, хтось і повинен був слідувати за успіхом за кордоном, після PSY, то це безперечно Хена».

### 2013: Нова під-група. Повернення 4minute. Повернення Trouble Maker
На початку року, Cube Ent. заявив, що готується до свого першого камбек нова під-група. Глава Cube Entertainment Хон Син Сон вирішив об'єднати Гаюн і Джіюн в під-групу після їх виступу дуетом на Unaited Cube в 2011-му році в Лондоні з піснею «Blow». Дует був відомий шанувальникам як «Ссангюн» (хангиль: 쌍윤) (у перекладі з хангиля перша частина слова означає «близнюки», а друга — загальну частину імен учасниць — «yoon»). Однак, найменування «Ссангюн» порахували кілька невідповідним для позначення групи і тому групу охрестили «2Yoon».
7 січня було офіційно оголошено, що 2Yoon випустять свій дебютний альбом в середині січня. За цей час, було випущено 4 відео-тізерів, в одному з них взяв участь відомий телеведучий Чон Хен Дон. Більш відомий по шоу Weekly Idol. Альбом Harvest Moon і його заголовна пісня «24/7» були випущені 17 січня. А на сцену 2Yoon вийшли 18-го і транслювалися по телебаченню на M! Countdown.
У середині квітня було оголошено про повернення 4minute. Цього разу, на сцену дівчинки повернулися в образах зомбі. Вони випустили мініальбом під назвою «Name Is 4minute» і заголовна пісня називалася «What's Your Name?». Офіційне відео було випущено 25 квітня. Дівчатка виступили з новим треком на сцені Music Core 27 квітня. Це повернення до цих пір не злітає з вуст як фанатів, так і анти-фанатів. Дівчатка отримали нагороду на Inkigayo 26 травня, обійшовши таких виконавців як Лі Хьорі (з піснею Bad Girl) і 2PM.
Вже влітку, 4minute повернулися з піснею «Is It Poppin?». Цей літній сингл вони подарували 4nia, які завжди їх підтримують.
До кінця року, Cube порадував фанатів і оголосив про камбек підгрупи Trouble Maker. Випустивши тизер-відео, Cube розбурхав фантазію фанатів про майбутній камбек. 28 жовтня був випущений альбом Chemistry і заголовна пісня до нього «Now». На сцену дует вийшов 2 листопада. Ця пісня стала хітом Південної Кореї, і завоювала All KiLl у всіх провідних музичних чартах Кореї. Також Trouble Maker взяли 9 нагород на таких шоу як: M! Countdown, Music Core, Inkigayo і Show Champion.

## Учасниці
| Сценічне ім'я | Сценічне ім'я | Сценічне ім'я | Справжнє ім'я | Справжнє ім'я | Справжнє ім'я | Дата народження           | Позиція в гурті                      |
| Українською   | Латиницею     | Хангилем      | Українською   | Латиницею     | Хангиль       | Дата народження           | Позиція в гурті                      |
| ------------- | ------------- | ------------- | ------------- | ------------- | ------------- | ------------------------- | ------------------------------------ |
| Джіхьон       | Jihyun        | 지현          | Сон Джіхьон   | Son Ji Hyun   | 손지현        | 9 січня 1990 (35 років)   | Лідерка, вокалістка                  |
| Гаюн          | Gayoon        | 가윤          | Хо Гаюн       | Heo Ga Yoon   | 허가윤        | 18 травня 1990 (35 років) | Головна вокалістка                   |
| Джіюн         | Jiyoon        | 지윤          | Чон Джіюн     | Jeon Ji Yoon  | 전지윤        | 15 жовтня 1990 (34 роки)  | Суб-вокалістка, реперка              |
| Хьона         | HyunA         | 현아          | Кім Хьона     | Kim Hyun Ah   | 김현아        | 6 червня 1992 (33 роки)   | Головна реперка, головна танцюристка |
| Сохьон        | Sohyun        | 소현          | Квон Сохьон   | Kwon So Hyun  | 권소현        | 30 серпня 1994 (30 років) | Вокалістка, реперка, макне           |

### Підгрупи
Підгрупа складається з Чон Джіюн і Хо Гаюн. 17 січня 2013-го року 2YOON офіційно випустили свій альбом Harvest moon та супроводжуючий музичне відео до пісні «24/7».

## Дискографія
- Diamond (2010)
- 4Minutes Left (2011)

## Нагороди та номінації
| Нагорода                           | Рік  | Категорія                             | Номінант / Робота     | Результат | Прим.  |
| ---------------------------------- | ---- | ------------------------------------- | --------------------- | --------- | ------ |
| Golden Disc Awards                 | 2009 | Newcomers Award                       | 4Minute               | Перемога  |        |
| Golden Disc Awards                 | 2012 | Digital Bonsang                       | «HuH»                 | Перемога  |        |
| Golden Disc Awards                 | 2013 | Disc Bonsang                          | «Volume Up»           | Перемога  | [ 13 ] |
| Golden Disc Awards                 | 2014 | Digital Bonsang                       | «What's Your Name»    | Перемога  | [ 14 ] |
| Golden Disc Awards                 | 2015 | Best Dance Performance                | «Whatcha Doin' Today» | Номінація |        |
| Golden Disc Awards                 | 2016 | Disc Bonsang                          | «Crazy»               | Номінація |        |
| Golden Disc Awards                 | 2016 | Popularity Award (Korea)              | 4Minute               | Номінація |        |
| Golden Disc Awards                 | 2016 | Global Popularity Award               | 4Minute               | Номінація |        |
| Gaon Chart Music Awards            | 2013 | Song of the Year — May                | «What's Your Name»    | Перемога  |        |
| Gaon Chart Music Awards            | 2016 | Popular Singer of the Year            | 4Minute               | Номінація | [ 15 ] |
| Mnet Asian Music Awards            | 2009 | Best New Female Artist                | «Hot Issue»           | Номінація | [ 16 ] |
| Mnet Asian Music Awards            | 2010 | Best Dance Performance (Female Group) | «HuH»                 | Номінація | [ 17 ] |
| Mnet Asian Music Awards            | 2010 | The Shilla Duty Free Asian Wave Award | 4Minute               | Номінація | [ 17 ] |
| Mnet Asian Music Awards            | 2010 | Best Female Group                     | 4Minute               | Номінація | [ 17 ] |
| Mnet Asian Music Awards            | 2011 | Best Female Group                     | 4Minute               | Номінація | [ 17 ] |
| Mnet Asian Music Awards            | 2011 | Best Dance Performance (Female Group) | «Mirror Mirror»       | Номінація | [ 18 ] |
| Mnet Asian Music Awards            | 2012 | Best Dance Performance (Female Group) | «Volume Up»           | Номінація | [ 19 ] |
| Mnet Asian Music Awards            | 2012 | Song of the Year                      | «Volume Up»           | Номінація | [ 19 ] |
| Mnet Asian Music Awards            | 2014 | Song of the Year                      | «Whatcha Doin' Today» | Номінація | [ 20 ] |
| Mnet Asian Music Awards            | 2014 | Best Dance Performance (Female Group) | «Whatcha Doin' Today» | Номінація | [ 20 ] |
| Mnet Asian Music Awards            | 2015 | Best Dance Performance (Female Group) | «Crazy»               | Номінація | [ 21 ] |
| RTHK International Pop Poll Awards | 2010 | Top New Act                           | 4Minute               | Бронза    | [ 22 ] |
| Seoul Music Awards                 | 2011 | Bonsang (Main Prize)                  | 4Minute               | Перемога  | [ 23 ] |
| Seoul Music Awards                 | 2012 | Bonsang (Main Prize)                  | 4Minute               | Перемога  | [ 23 ] |
| Seoul Music Awards                 | 2014 | Bonsang (Main Prize)                  | 4Minute               | Перемога  | [ 24 ] |